# Petr Novák (muzyk)
Petr Novák (ur. 6 września 1945 w Pradze, zm. 19 sierpnia 1997) – czeski wokalista i kompozytor muzyki popularnej.

## Dyskografia
Albumy
- Kolotoč svět – 1970, Panton
- Modlitba za lásku – 1970, Panton, prod. Jiří Smetana
- Ve jménu lásky – 1971, Panton
- Kráska a zvíře – 1975, Panton
- Co je to láska – 1980, Panton
- Sladké trápení – 12/1982, Panton
- Ahoj, tvůj Petr – 1983, Panton
- Greatest Hits – 1984, Panton/Artia
- Zpověď – 1985, Panton
- 12 nej – 1986, Panton, prod. Ladislav Klein
- Memento – 4/1989, Panton
- Petr Novák Live – 12/1992, Monitor, live
- Dávné sliby – 2/1996, Monitor
- Rub a líc – 10/1996
- Náhrobní kámen – 2/1996, Bonton
- Síň slávy – 7/1999, Sony Music Bonton